# Kommissar Wallander: Ein Mord im Herbst
Kommissar Wallander: Ein Mord im Herbst ist ein von der BBC produzierter Kriminal-Fernsehfilm aus dem Jahr 2012 mit Kenneth Branagh in der Hauptrolle des Kommissars Kurt Wallander. Es handelt sich um die erste Folge der dritten Staffel, also die insgesamt siebte Folge der Kommissar Wallander-Reihe und eine Verfilmung des Wallander-Romans Mord im Herbst von Henning Mankell.

## Handlung
Kurt Wallander bezieht mit Hund Jussi, seiner neuen Freundin Vanja und deren Sohn Peter sein neues Haus in Ystad. Er kommt in Kontakt mit Fredrik, dem Mann vom Nachbarshof. Da wird Wallander an den Strand gerufen, wo die Leichenteile einer Frau gefunden wurden; am Arm befindet sich ein Armband. Sie war von einer Fähre, die zwischen Schweden und Polen unterwegs war, ins Wasser gesprungen. Da man nicht festgestellt hat, dass unter den Passagieren jemand fehlt, wurde der Vorfall als falscher Alarm gewertet. Dem Zeugen des Vorfalls, dem Fernfahrer Czerwinski, wurde nicht geglaubt, weil er betrunken war.
Da gräbt Jussi auf dem Grundstück des Hauses unter den Johannisbeersträuchern die Knochenreste einer Frauenleiche aus. Eine erste Untersuchung ergibt, dass sie durch einen Gewehrschuss umgekommen ist.
Auf den Videoaufnahmen des polnischen Zolls lässt sich die junge Frau anhand ihres Armbands wiedererkennen; sie war schwanger.
Als Vanja eines Abends im Garten nach den Blumen schaut, wird sie von einem Unbekannten überfallen. Wallander nimmt sofort die Verfolgung auf; trotzdem entwischt der Unbekannte, nachdem er zunächst in Fredriks Haus geflohen war.
Ann-Britt offenbart Wallander, dass sie befördert wurde und demnächst das Team verlässt.
Ann-Britt und Wallander befragen Jon Tavori, einen der Vorbewohner des Hauses, zum Haus; dabei kommt jedoch nichts Konkretes heraus. Ein anderer Vorbewohner des Hauses, Jan Petrus, hat drei Töchter und war in der Vergangenheit als Zuhälter aktiv. Eine der Töchter, Ellika, hatte wegen Prostitution mit der Justiz zu tun; kurz nach den Anschlägen vom 11. September 2001 ist sie in die USA ausgewandert und seitdem verschwunden. Wallander fährt mit Ann-Britt nochmal zu Petrus. Als er ihn nicht antrifft, dringt er ohne Durchsuchungsbeschluss in sein Grundstück ein. Als er und Ann-Britt von Petrus' zwei Schäferhunden angefallen werden, sieht Ann-Britt sich gezwungen, die Hunde zu erschießen. Da taucht Petrus auf und schlägt mit einem Hammer auf Ann-Britt ein, die durch den Vorfall ins Koma fällt.
Inzwischen stellt sich heraus, dass es sich bei der Frau von der Fähre um die Polin Marinka Nowak handelt; ihre Freundin Snezna hatte das Foto des Armbandes in der Zeitung gesehen.
Petrus behauptet weiterhin, Ellika sei 2001 in die USA ausgewandert, und bestreitet, sie umgebracht und im Garten des Hauses verscharrt zu haben, was Wallander ihm jedoch nicht glaubt. Wallander nimmt eine Haarprobe für einen inoffiziellen DNA-Test, um das Rätsel zu lösen. Er findet das Gewehr, mit dem das Mädchen aus dem Garten ermordet wurde. Da bekommt er einen Anruf von Ellika Petrus, die ihm berichtet, das sie sich in den USA befindet und noch lebt; ihr Vater sei ein schlechter Mensch, aber kein Mörder. Sie lebt in Phoenix (Arizona) und ist dort bei der Sitte aktenkundig. Petrus mauert in dem Bewusstsein, dass Wallander ihm nichts anhaben kann, immer noch. Auch Petrus' Frau Eva gibt vor, von nichts zu wissen; an der Fundstelle der Frauenleiche im Garten seien ihrer Aussage nach keine Johannisbeersträucher gewesen. Da erfährt Wallander, dass Szezna auf einem Waldweg ermordet aufgefunden wurde.
Wallander und Nyberg begeben sich auf die Fähre, die gerade wieder nach Polen fährt, um die Crew zu befragen. Sie beschließen, die Telefonlisten der Fähre einzusehen. Da meldet sich der Anwalt von Jan Petrus: Ellika meint zu wissen, wer im Garten des Hauses vergraben war und wer der Mörder ist, und will mit Wallander reden, sobald er seine Anschuldigungen gegen ihren Vater fallen lässt. Vanja ist irritiert, dass ihm einen Tag und eine Nacht lang, die er mit der Fähre unterwegs gewesen ist, nicht eingefallen ist, sich zu melden. Als Wallander sich erneut den Prospekt seines neuen Hauses ansieht, fällt ihm auf, dass sich bei seinem Einzug noch keine Johannisbeersträucher im Garten befanden; jemand müsse sie gepflanzt haben, damit er die Leichenreste findet. Auf Betreiben von Wallanders Vorgesetztem wird Petrus, der sowieso auf Kaution freikommen würde, freigelassen, damit seine Tochter etwas über die Hintergründe des Falles sagt.
Diese meldet sich und sagt, die Tote im Garten sei eine Lina aus Norrland gewesen und hätte in einem Wohnheim in Malmö gewohnt. Nach einem Wochenendausflug, während dessen Lina die Hunde versorgte, sei sie weg gewesen. Sie sei vom Mann vom Nachbarhof, der immer die Mädchen belästigt habe, schwanger gewesen. Wallander erntet von Vanda missbilligende Blicke, weil er nicht am gemeinsamen Abendessen teilnimmt. Wallander fährt zu Fredrik, der zugibt, dass Lina zunächst auf seinem Grundstück vergraben war. Dann wäre es, so meint er, Zeit gewesen, dass sich jemand mit ihr beschäftigt. Es sei ein Unfall gewesen, als auf einmal Petrus' Gewehr losgegangen sei. Von Linas Schwangerschaft hätte Fredrik nichts gewusst. Als das Telefon klingelt, geht Fredrik in den Nebenraum und erschießt sich mit seinem Gewehr. Als Wallander ans Telefon geht, meldet sich Lindeman, der gerade die Telefonlisten von der Fähre durchgeht. Wallander fährt zu Fredriks Sohn Jürgen Thorson, der auf der Fähre arbeitet, den er im Verdacht hat, die Frauen umgebracht zu haben; Jürgen befindet sich gerade auf der Fähre. Wallander fährt mit seinen Kollegen zur Fähre und kann ihn verhaften.
Vanja geht mit Wallander zur Paarberatung. Wallander ist der Meinung, dass er seinen Job nicht tun kann, ohne so zu werden, wie er ist, und dass er das von einer Partnerin nicht verlangen kann. Sie erarbeiten mit der Therapeutin einige Verhaltensregeln. Wallander erzählt Vanja, dass er und seine Ex-Frau Inga schon mal bei derselben Therapeutin waren.

## Kritiken
„Spannende, betont düster fotografierte (Fernseh-)Verfilmung einer Geschichte von Henning Mankell, die reizvoll die private Befindlichkeit des erschöpften und zweifelnden Polizisten in seinem Ringen um persönliches Glück und Gerechtigkeit einbezieht. - Ab 16.“